# Sant Jaume de Sant Martí de Centelles
Sant Jaume de Sant Martí de Centelles és una església de Sant Martí de Centelles (Osona) protegida com a bé cultural d'interès local.

## Descripció
Edifici d'una sola nau coronada amb absis circular i orientada d'est a oest seguint l'orientació cristiana tradicional. La teulada de la nau és de doble vessant cobert amb teula aràbiga i la tècnica constructiva segueix l'ús del carreu de petites dimensions de pedra treballada bastament i rejuntada amb morter de calç i argamassa amb un arrebossat exterior de factura consistent. L'accés al petit recinte es fa per una porta rectangular de factura senzilla amb una llinda i un marxapeu de pedra local ben treballada. L'única obertura complementària d'aquesta façana principal la conforma un ull de bou situat al centre de la composició i que presenta un senzill arrebossat com a element decoratiu i ornamental bàsic. Posteriorment, s'afegí una capella lateral coberta a una sola vessant i que segueix la mateixa tècnica constructiva del conjunt i presenta una petita arcuació que funciona de finestra. Tot el conjunt intenta imitar l'estil arquitectònic del romànic.
El creixement de l'Abella es va fer pel sector del pla de Sant Jaume, urbanització dels carrers Puigfred, Tagamanent, Pi i Borrell, Cadenes, com també en el sector sud de l'Oller, el carrer de la Garga i la carretera de l'Oller, on hi ha un important creixement d'edificis.

## Història
Les primeres evidències sobre una capella dedicada a Sant Jaume a la zona de l'Abella les trobem al segle xvi. Moment en què els Vila de l'Abella feren una primera capella dedicada a Sant Jaume, a baix a prop del camí ral, i que es documenta el 1541. No sabem gairebé res d'aquesta primitiva capella que segurament tindria les funcions pròpies d'una capella rural de l'època i que alhora actuaria com a capella particular del mas Vila de l'Abella. D'aquesta primera estructura tampoc s'ha pogut establir cap antecedent ni identificar cap element que permeti fer una valoració de les seves restes arquitectòniques i en la documentació del mas Vila esmenta que un segle més tard (segle XVII) estava ja en runes. El trasllat d'aquesta capella i la seva advocació es detalla en una visita pastoral del bisbe Pascual de Vic del 1692, concretament se'n parla en un document que cedeix llicència a Francesc Vila de l'Abella per a poder fer una capella nova dedicada a Sant Jaume que substitueix la del camí ral de la plaça a dalt del penyal que corona el nucli antic de l'Abella i que es coneix com el Pla de Sant Jaume. Aquesta nova capella datada de finals del XVII tingué unes funcions religioses molt minses, ja que no es documenta la celebració de cap cerimònia eclesiàstica significativa perdent la seva funció original i passant a ser un espai d'ús particular. Cal destacar que sant Jaume és el patró de Sant Martí de Centelles, i que se celebra una festa al seu honor a Sant Pere de Valldaneu. Aquesta capella de Sant Jaume es troba actualment dins una finca particular.